# Kenneth Muhs
Kenneth Muhs (født 14. december 1972) er en dansk major og politiker, der har været Nyborg Kommunes borgmester, valgt for Venstre, siden 1. januar 2014, hvor han efterfulgte Erik Christensen, der i første omgang var blevet valgt som borgmester. Men efter at et socialdemokratisk medlem, Jan Reimer Christiansen, der havde fået 184 stemmer, valgte at skifte til Venstre, endte Kenneth Muhs med at blive udpeget som borgmester. Frem til 2013 var Muhs folketingskandidat for Venstre, og mellem 2002 og 2006 var han medlem af Ørbæk Kommunes kommunalbestyrelse.
Muhs blev matematisk student fra Nyborg Gymnasium i 1991 og var derefter værnepligtig ved Danske Livregiment, hvor han senere blev sergent. Sidenhen har han haft diverse opgaver i militæret, hvor han nu er major.